# کراسنی یار (شهرستان سووتسکی، سرزمین آلتای)
کراسنی یار (به لاتین: Krasny Yar) یک منطقهٔ مسکونی در روسیه است که در سرزمین آلتای واقع شده‌است.